# Svislý a vodorovný
Svislý a vodorovný směr (též vertikální a horizontální) je koncept používaný ve fyzice, matematice a příbuzných oborech (geografie, astronomie a podobně). Svislý směr je takový, který je shodný se směrem gravitační síly, zatímco vodorovný směr je na něj kolmý (tedy ve směru ustálené vodní hladiny). Všeobecně je svislý směr shora dolů (nebo zdola nahoru).